# Nackthalsigkeit

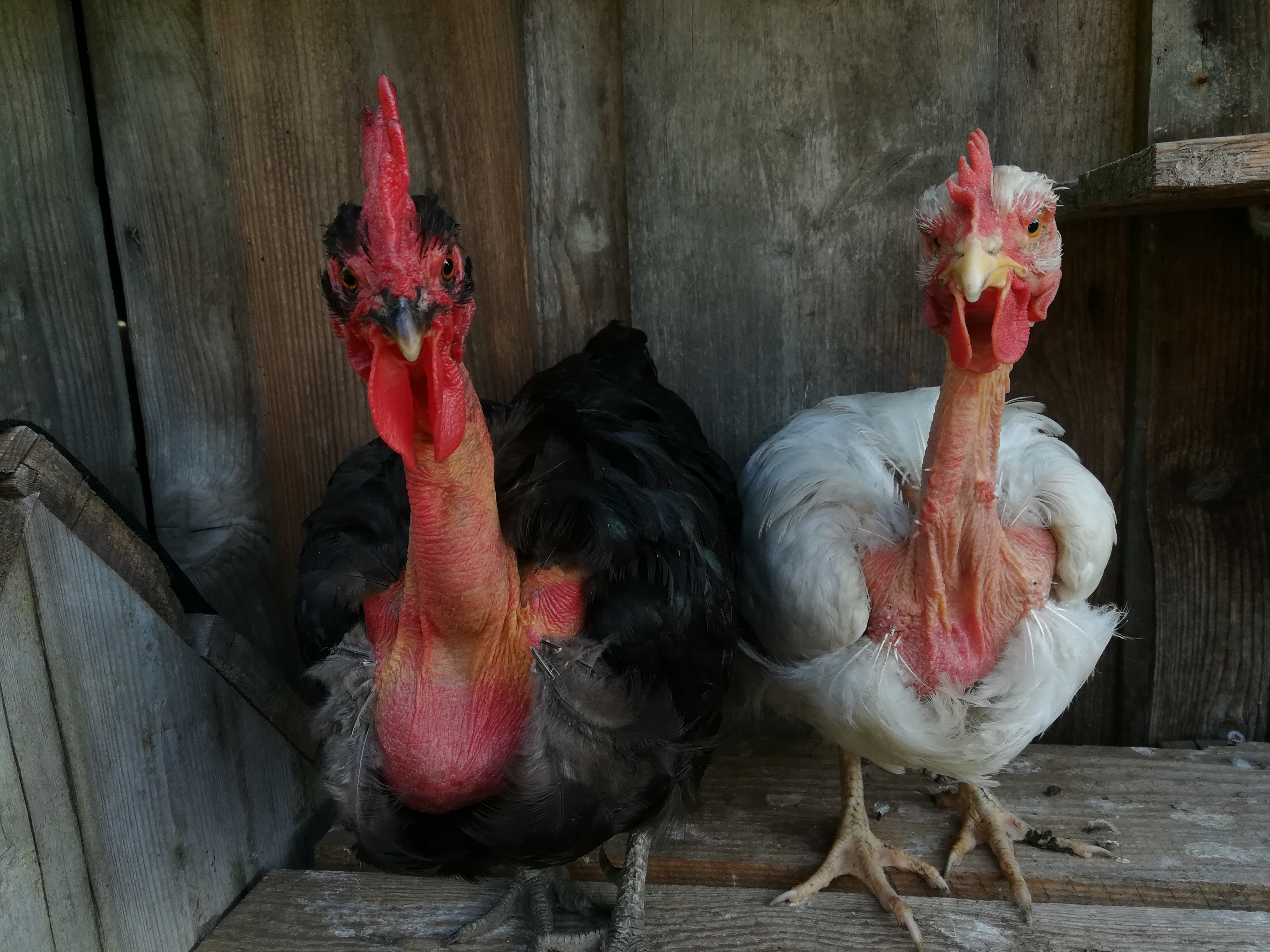
Zwei Nackthalshennen

Nackthalsigkeit ist eine Genmutation bei Vögeln, der sich in geringerer Befiederung im Bereich des Körpers und meist vollständiger Federlosigkeit im Bereich des Halses zeigt. Der Hals ist aufgrund seiner großen Blutgefäße sehr effizient zur Wärmeabgabe. Daher sind beim Afrikanischen Strauß und vielen Geiern warmer Klimate die Hälse federfrei.

## Nackthalsigkeit beim Haushuhn
Die Genmutation trat erstmals spontan in Siebenbürgen auf und war Ausgangspunkt der Hühnerrasse Nackthalshuhn. Das Gen wurde 1914 von Davenport erstmals beschrieben und 1933 von Hertwig mit der Kennung Na belegt. Es wird autosomal-unvollständig dominant vererbt und bei homozygoten Trägern ist der Hals komplett nackt. Hühner mit dieser Mutation scheinen einen Vorteil bei Haltung in wärmeren Gebieten zu haben. Heterozygote Legehennen haben eine höhere Legeleistung und Körpermassezuwächse unter Hitzestressbedingungen als Hühner ohne diese Mutation. Zudem scheinen die Merkmalsträger eine erhöhte Widerstandskraft gegenüber der Kokzidiose zu haben. Mit Kokzidien infizierte Tiere zeigen ein stärkeres Wachstum, eine geringere Mortalität und eine höhere Hämoglobin-Konzentration als Tiere ohne diese Mutation. Außerdem zeigen in Nigeria gehaltene Hähne mit dieser Mutation eine höhere Spermienkonzentration und -motilität, produzierten aber weniger befruchtete Eier als normalfiedrige Hühner.
Bei der Mutation handelt sich um eine 180 Basenpaare große Insertion im Protein-codierenden Gen für den Growth Differentiation Factor 7 (GDF7, Syn. BMP12) auf dem Chromosom 3, die vom Chromosom 1 stammt. GDF7 bewirkt ein stärkeres Ansprechen auf Retinsäuren. Die Zahl und Verteilung der Federn wird beim Huhn am 7. Bebrütungstag festgelegt. In dieser Zeit haben Na-Merkmalsträger eine erhöhte GDF7-Expression in der Haut, was die Federbildung am Hals und Bauch vermindert, da diese Körperregionen stärker auf GDF7 ansprechen als andere. Bei heterozygoten Merkmalsträgern ist das Gefieder um 20 %, bei homozygoten um 40 % reduziert.

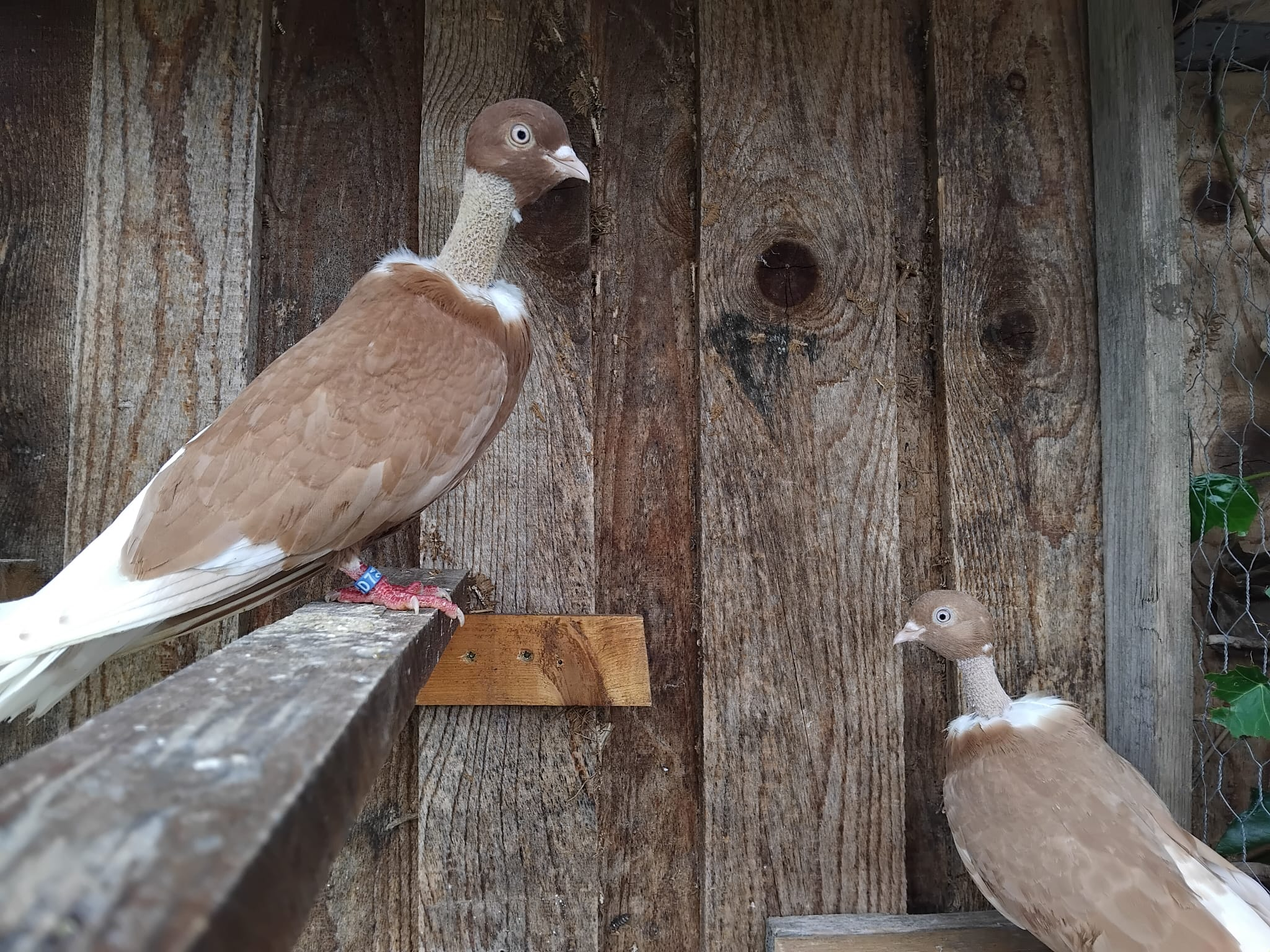
Rumänische Nackthalstümmler

## Nackthalsigkeit bei Tauben
Obwohl die Nackthalsigkeit bei Tauben ebenfalls erstmals in Siebenbürgen auftrat, unterscheidet sich die Mutation markant von der des Huhnes. Beim Rumänischen Nackthalstümmler entwickeln sich die Federn zunächst vollständig und erst dann fallen die Halsfedern aus und zwar nur, wenn es sich um gelbe oder rote Phäomelanin-gefärbte Federn handelt.

## Nackthalsigkeit bei Enten
Bei Enten ist Nackthalsigkeiteine Mutation bei Stockente, die 1992 in der Zucht eines französischen Rassegeflügelzüchters entstand (Canard Cou Nu). Hals, Kopf und Hinterleib sind bei dieser Rasse teilweise kahl. Schwungfedern und Bürzelfedern dieser Rasse sind stark verkümmert.